# Merredin
Merredin ist eine Stadt mit etwa 2600 Einwohnern im australischen Bundesstaat Western Australia. Merredin befindet sich 256 Kilometer östlich von Perth und 326 Kilometer westlich von Kalgoorlie am Great Eastern Highway. Der Ort liegt in der Wheatbelt Region (deutsch: Getreidegürtel) und ist der Sitz des Verwaltungsgebiet (LGA) Merredin Shire.

## Geschichte
Merredins Geschichte unterscheidet sich von anderen Städten im Getreidegürtel Western Australias, da es zunächst nur eine Zwischenstation auf dem Weg zu den Goldfeldern im Osten war. Der erste Europäer war John Septimus Roe, der 1836 in diese Gegend kam. Er war allerdings enttäuscht von der Trockenheit und dem geringen Niederschlag.
In den 1850er Jahren kamen Holzfäller um Sandelholz zu schlagen, aber erst mit Charles Hunt in den Jahren 1864 bis 1866 wurde die Gegend erschlossen. Auf seinen insgesamt fünf Reisen errichtete er neben einer Straße eine Reihe von Wasserlöchern und Dämme. Für lange Zeit war dies die einzige Verbindung von der Küste zu den Goldstädten Kalgoorlie und Coolgardie, später auch als York-Goldfields-Road bekannt.
Der Name der Stadt geht auf Charles Hunt zurück, der genaue Ursprung ist jedoch unklar. Zum einen könnten die ansässigen Aborigines einen großen, etwas nördlich gelegenen Granitfelsen als Merredin Peak bezeichnet haben. Die andere Erklärung ist, dass er sich von merrit-in ableitet, was so viel wie der Ort des Merrit (Merrit ist eine Art von Baum aus dessen Holz man Speere fertigen kann) bedeutet.
Die ersten Siedler lassen sich in Merredin erst zu Zeiten des Goldrauschs in den Jahren 1892/93 nieder. Die zahlreichen Goldsucher nutzten den Weg von Charles Hunt entlang der Wasserlöcher um nach Kalgoorlie und Coolgardie zu gelangen. Noch im gleichen Jahr erreichte die Eisenbahn die Stadt und mit der findigen Idee am Merredin Peak Wasser zu sammeln, gewann die Stadt in den nächsten Jahren deutlich an Einfluss. 1893 bis 1896 wurde entlang der Konturen des Granitfelsens eine Mauer errichtet, mit der jeder Regentropfen der auf den Felsen niederging, über einen 100 Meter langen Kanal in einen, 25 Millionen Liter fassenden, Stausee geleitet wurde. Damit konnte die Wasserversorgung sowohl der Eisenbahn, als auch der Stadt sichergestellt werden. Die Einrichtung ist noch heute intakt und liefert Wasser für den Springbrunnen am Merredin Eisenbahn Museum.

## Klima
Merredin hat in der Effektive Klimaklassifikation nach Köppen ein Steppenklima BSh.
|                       | Jan  | Feb  | Mär  | Apr  | Mai  | Jun  | Jul  | Aug  | Sep  | Okt  | Nov  | Dez  |   |       |
| Mittl. Tagesmax. (°C) | 33,8 | 33,0 | 30,3 | 25,4 | 20,6 | 17,2 | 16,2 | 17,3 | 20,4 | 24,7 | 28,5 | 31,9 | ⌀ | 24,9  |
| Mittl. Tagesmin. (°C) | 17,7 | 17,9 | 16,2 | 12,7 | 8,9  | 6,7  | 5,5  | 5,4  | 6,7  | 9,5  | 13,1 | 15,7 | ⌀ | 11,3  |
|                       |      |      |      |      |      |      |      |      |      |      |      |      |   |       |
| Niederschlag (mm)     | 13,7 | 15,4 | 20,4 | 23,3 | 41,2 | 50,0 | 51,0 | 38,8 | 25,6 | 18,0 | 14,1 | 13,8 | Σ | 325,3 |
|                       |      |      |      |      |      |      |      |      |      |      |      |      |   |       |
| Regentage (d)         | 1,7  | 1,7  | 2,5  | 3,1  | 5,6  | 7,9  | 8,6  | 7,3  | 4,9  | 3,5  | 2,3  | 1,7  | Σ | 50,8  |

| 17,7 |

| 17,9 |

| 16,2 |

| 12,7 |

| 8,9 |

| 6,7 |

| 5,5 |

| 5,4 |

| 6,7 |

| 9,5 |

| 13,1 |

| 15,7 |

| 17,7 |

| 17,9 |

| 16,2 |

| 12,7 |

| 8,9 |

| 6,7 |

| 5,5 |

| 5,4 |

| 6,7 |

| 9,5 |

| 13,1 |

| 15,7 |

## Söhne und Töchter der Stadt
- Tully Bevilaqua (* 1972), eine Basketballspielerin